# Andreas Proft
Andreas Proft (* 14. Mai 1973 in Löbau, Sachsen) ist ein deutscher Sportkletterer, der durch seinen Begehungsstil des Barfußkletterns besonders schwieriger Routen, teilweise auch Free Solo, bekannt wurde.

## Leben
Er begann 1995 im Zittauer Gebirge mit dem Klettern. Hier gelangen ihm Wege bis in den 11. Sächsischen Schwierigkeitsgrad. 1998 verließ Proft Deutschland und reiste um die Welt. Seit 2003 lebt er mit seiner Frau in einem Kleinbus und bereist Europa. 2005 begann er wieder mit dem Klettern und klettert dabei meist barfuß.
Seit dieser Zeit gelangen Proft Barfußbegehungen von Routen bis zum französischen Schwierigkeitsgrad 8b, darunter On-Sight-Begehungen bis zur Schwierigkeit 8a. Aufmerksamkeit erhielt er besonders durch seine Free-Solo-Begehungen, die er ebenfalls barfuß durchführte, darunter im November 2010 die Route The First and Last in der Sierra de Bernia an der spanischen Costa Blanca. Dabei handelte es sich mit dem Schwierigkeitsgrad 8b um eine der bislang schwersten Free-Solo-Begehungen überhaupt.

## Begehungen
- Trilogie direkt (XIa), Zittauer Gebirge erstbegangen 1997, bisher ohne Wiederholung
- Aromas del Cabezon (8a/b, barfuß), Cabeçó d’Or 2006
- Superrocinante (8b, barfuß), Cabeçó d’Or 2006
- Tio Mantecas (8a, on sight), Cacin 2008
- El Origen del Mal (8a/a+, on sight - barfuß), Sella 2008

## Free Solo barfuß
- Excess Power (8a+), 2010 im Echo Valley, Costa Blanca[2]
- The First and Last (8b), 2010[3]